# 北陸鉄道松金線
松金線（しょうきんせん）は、石川県金沢市の野町駅から石川県石川郡松任町（現・白山市）の松任駅までを結んでいた、北陸鉄道の鉄道路線。開業時は馬車鉄道であった。
第二次世界大戦中に金沢市内線の路線延長区間に資材を供出するため野々市 - 野町駅前間が廃止され、残存区間も国道8号線（当時、現県道291号線）の整備と北陸鉄道の経営合理化のため、1955年（昭和30年）11月15日に全線廃線となった。廃止路線や区間が多い北陸鉄道にあって、他の路線は1960年代後半から廃止が始まったのに対し、松金線はかなり早い廃止であった。

## 路線データ
- 路線距離（営業キロ）：8.4 km（野町 - 野々市間廃止前）
- 軌間：1067 mm
- 複線区間： なし（全線単線）
- 電化区間： 全線（直流600 V）
  - 野々市変電所（松金電車電化時）三相誘導電動発電機（交流側3450V直流側550V）直流側の出力75kW、製造所奥村電機[1]

## 歴史
松任は石川郡役所の所在地であり手取川扇状地の中心地として物資が集まり繁栄していた。1898年官設鉄道北陸本線松任駅が開業したが、一日上下5本であり便利とはいいがたかった。1899年ころ地元有志により松任-金沢を結ぶ鉄道敷設を計画し、1902年に松金馬車鉄道が設立された。社長は政友会所属の代議士である田中喜太郎が就任した。1904年松任町 - 有松間を開業し翌年には金沢市野町まで延伸開業した。明治後期には40分おきの運行しており1日20往復であった。
金石馬車鉄道（金石電気鉄道）が金沢近郊では最初の電化であったが、松金馬車鉄道でも1914年2月臨時株主総会においては電化すること、それに伴い資本金を4万円から22万円に増資することを決議した。同年社名も松金電車鉄道に改称した。当初は従来の併用軌道から専用軌道への転換を予定したものの、耕地整理済みの田の売却を拒む地主が続出した。やむなく馬車軌道を再利用したが道路の拡幅工事が必要なための土地買収費が必要になった。この増資により大株主は横山家の横山芳松となった。
この電化計画の時期に石川鉄道が新野々市-鶴来間の建設工事をしており松金電車鉄道とは野々市村付近で交差する。この交差工事について対立はあったもののやがて協定書を交わし交差部には連絡駅（野々市駅）を設けることになった。この電化と石川鉄道との連絡運輸により利用客は増加し利益は増加した。
1919年に開業した金沢電気軌道は松金電車鉄道及び金石電気鉄道への連絡線延長を計画した。そして効率的な経営には合併が不可避として合併協議がなされた。金石電気鉄道については買収価格が高額であるとして断念したが、松金電車鉄道については株主総会で異議無く承認され、1920年合併手続きは完了した。合併後、松金線は待避線を2か所設け35分間隔から20分間隔に縮め、電車の増発をした。これにより乗客は増加していった。

### 年表
- 1904年（明治37年）11月1日 松金馬車鉄道が松任町（後の八ツ矢） - 有松間を開業、軌間914 mm[6]。
- 1905年（明治38年）11月22日 有松 - 野町間開業[6]。
- 1914年（大正3年）6月30日 松金電車鉄道に改称。
- 1916年（大正5年）
  - 3月13日 改軌電化[7]。
  - 月日不詳 八ツ矢 - 松任間 (0.4 km) 開業。
- 1920年（大正9年）3月25日 金沢電気軌道が松金電車鉄道を吸収合併。
- 1941年（昭和16年）8月1日 北陸合同電気（現在の北陸電力）設立にあわせて金沢電気軌道を合併。
- 1942年（昭和17年）3月26日 北陸合同電気が保有路線を北陸鉄道に譲渡。
- 1944年（昭和19年）
  - 4月18日 野々市 - 野町間 (3.2 km) 廃止。
  - 10月23日 野々市駅から石川線との直通運転を開始。
- 1955年（昭和30年）11月15日[8] 松任 - 野々市間 (5.2km) 廃止。この後、バス運行。

## 運行形態
馬車時代の運行は午前6時より午後7時20分まで40分ごと、所要時間は50分。
松任駅 - 野町駅間の営業運転時は金沢市内線の車両によって金沢市中心部の香林坊まで乗り入れが行われていた。野々市駅 - 野町駅間廃止後は野々市駅から石川線経由で野町駅まで運転されていた。

## 駅一覧
駅名および所在地は廃止時点のもの。全駅石川県に所在。
| 駅名         | 駅間キロ | 営業キロ | 接続路線                     | 所在地 | 所在地   |
| ------------ | -------- | -------- | ---------------------------- | ------ | -------- |
| 野町駅       | -        | 0.0      | 北陸鉄道：金沢市内線、石川線 | 金沢市 | 金沢市   |
| 八幡裏駅     | 0.2      | 0.2      |                              | 金沢市 | 金沢市   |
| 泉駅         | 0.2      | 0.4      |                              | 金沢市 | 金沢市   |
| 泉新町駅     | 0.4      | 0.8      |                              | 金沢市 | 金沢市   |
| 有松駅       | 0.5      | 1.3      |                              | 金沢市 | 金沢市   |
| 二万堂駅     | 0.3      | 1.6      |                              | 金沢市 | 金沢市   |
| 米泉駅       | 0.5      | 2.1      |                              | 金沢市 | 金沢市   |
| 押野丸木駅   | 0.5      | 2.6      |                              | 石川郡 | 押野村   |
| 野々市駅     | 0.6      | 3.2      | 北陸鉄道：石川線             | 石川郡 | 野々市町 |
| 中野々市駅   | 0.2      | 3.4      |                              | 石川郡 | 野々市町 |
| 野々市西口駅 | 0.3      | 3.7      |                              | 石川郡 | 野々市町 |
| 太平寺駅     | 0.7      | 4.4      |                              | 石川郡 | 野々市町 |
| 稲荷駅       | 0.3      | 4.7      |                              | 石川郡 | 野々市町 |
| 三日市駅     | 0.7      | 5.4      |                              | 石川郡 | 郷村     |
| 田中駅       | 0.5      | 5.9      |                              | 石川郡 | 郷村     |
| 本田中駅     | 0.3      | 6.2      |                              | 石川郡 | 郷村     |
| 番匠駅       | 0.6      | 6.8      |                              | 石川郡 | 郷村     |
| 徳丸駅       | 0.5      | 7.3      |                              | 石川郡 | 松任町   |
| 八ツ矢駅     | 0.7      | 8.0      |                              | 石川郡 | 松任町   |
| 東町駅       | 0.2      | 8.2      |                              | 石川郡 | 松任町   |
| 松任駅       | 0.2      | 8.4      | 日本国有鉄道：北陸本線       | 石川郡 | 松任町   |

## 輸送・収支実績
| 年度 | 輸送人員（人） | 営業収入（円） | 営業費（円） | 営業益金（円） | その他損金（円） | 支払利子（円） |
| ---- | -------------- | -------------- | ------------ | -------------- | ---------------- | -------------- |
| 1908 | 134,197        | 11,325         | 7,592        | 3,733          | 1,172            |                |
| 1909 | 142,788        | 12,203         | 10,535       | 1,668          | 1,446            |                |
| 1910 | 162,535        | 12,994         | 8,234        | 4,760          |                  | 800            |
| 1911 | 182,044        | 14,795         | 9,763        | 5,032          |                  | 532            |
| 1912 | 180,317        | 15,188         | 11,077       | 4,111          |                  | 452            |
| 1913 | 178,589        | 14,591         | 11,086       | 3,505          |                  | 517            |
| 1914 | 152,414        | 13,744         | 10,292       | 3,452          |                  | 483            |
| 1915 | 122,769        | 10,897         | 8,191        | 2,706          |                  | 75             |
| 1916 | 332,856        | 24,906         | 12,428       | 12,478         |                  | 5,080          |
| 1917 | 420,879        | 31,751         | 16,419       | 15,332         |                  | 5,067          |
| 1918 | 461,801        | 38,638         | 21,194       | 17,444         |                  | 5,000          |

- 鉄道院年報、鉄道院鉄道統計資料、鉄道省鉄道統計資料各年度版

## 車両
電化開業時には1915年梅鉢製の木製単車3両（1-3 定員46人）が用意された。1917年に名古屋電気鉄道より木製単車1両（4 定員32人）が加わった。
1949年時在籍の車両は以下の通り
- デ1-5→モハ601-605 名古屋市電の半鋼製単車。休車中入線時期不明
- モハ801・802 旧江ノ島電気鉄道113・114。出自は池上電気鉄道の電車#甲号電車
- モハ1001・1002